# Трекер (специальность)
Трекер —  специалист, использующий методологию трекинга для ускорения роста и достижения стратегических целей бизнеса.
Методология трекинга включает набор подходов, инструментов и фреймворков для сопровождения принятия решений, постановки стратегических целей, выявления главных ограничений, подбора актуальных инструментов продуктового подхода, формирования и проверки гипотез, а также повышения исполнительской дисциплины команды.
В роли трекера могут выступать разные участники процесса управления бизнесом:
- Внешний консультант, бизнес-коуч или профессиональный трекер, работающий с предпринимателем, основателем или руководителем бизнеса, руководителем подразделения или направления
- Основатель или руководитель бизнеса или подразделения, работающий с бизнесом или своим подразделением в целом, сам являющийся трекером для самого себя. Хотя в этой ситуации применимы не все инструменты методологии трекинга, такая работа тоже возможна и приносит результаты.
- Руководитель, работающий как трекер с руководителями и участниками подчиненных ему или смежных подразделений, команд и направлений.
- Инвестор или бизнес-ангел, работающий с портфельными командами.
- Штатный трекер в компании, акселераторе или венчурной студии, работающий с подразделениями, продуктовыми командами, стартапами и проектами.

## Кто и для каких целей использует трекинг
Клиентом трекера может быть:
- Предприниматель, основатель, владелец стартапа или бизнеса.
- Руководитель бизнеса или подразделения.
- Ответственный за продукт или идею продукта (владелец продукта, менеджер продукта и т. п.).
- Другие члены команды бизнеса или подразделения или команда в целом.

Предметом работы трекера с клиентом является сам бизнес, его команда и отдельные люди в ней, бизнес-модели, продукты, процессы, цели, стратегии и планы. Трекер может взаимодействовать с бизнесом и его составляющими как через руководителя, работая с его картиной мира, так и непосредственно, через взаимодействие с участниками команды и анализ информации и фактов, получаемых напрямую из бизнеса.
Трекинг может применяться на любых стадиях развития бизнеса, от стартапа до корпорации и в любых отраслях и бизнес-моделях.
Бизнесы на разных этапах жизненного цикла применяют методологию трекинга для различных целей и задач:
- Стартап или бизнес на ранней стадии: для поиска и подтверждения работающей бизнес-модели и запуска продаж.
- Стартап или бизнес на стадии роста: для кратного роста бизнес-показателей, масштабирования бизнеса, адаптации структуры бизнеса и системы управления к росту.
- Бизнес в кризисе или стагнации: для поиска возможностей выхода из кризиса, запуска новых направлений и трансформации бизнес-модели, адаптации к изменениям во внешней среде, оптимизации операционной деятельности и повышения ее эффективности.
- Зрелый бизнес: для поиска новых возможностей по развитию бизнеса, роста выручки, диверсификации бизнеса, выхода основателя из операционного управления, продажи бизнеса, запуска пайплайна новых продуктов, акселератора или венчурной студии.
- Корпорация: для повышения эффективности системы управления, запуска новых и роста существующих продуктов, инновационного развития и ускорения стратегических инициатив.

Процесс работы трекера не зависит от отрасли, в которой работает бизнес, специфики бизнес-модели или технологий. Работа трекера ориентирована на организацию процесса постановки целей, проверки гипотез, принятия и исполнения решений, в то время как предметная экспертиза, знания о технологиях и отраслевые особенности остаются на стороне клиента.

## Происхождение термина
Термин «трекер» имеет двойное значение:
- От англ. «traction» (тяга, сила сцепления). Traction в мире стартапов – подтверждение жизнеспособности бизнеса через измеримые показатели, которые демонстрируют реальный спрос на продукт или услугу, такие как выручка, количество пользователей или их удержание. Работа с трекером помогает команде достигать результатов и демонстрировать traction.
- От англ. «to track» (отслеживать). трекер отслеживает прогресс и развитие бизнеса и дает обратную связь по направлению движения и текущим результатам.

## Основной фреймворк трекинга
В любом бизнесе в каждый момент времени есть только одно главное ограничение на пути к его целям. Для того, чтобы расти, нужно найти это главное ограничение, сфокусироваться на нем и быстро проверять гипотезы его преодоления. После того, как какая-то из гипотез подтвердится, и это ограничение будет преодолено, что-то еще становится следующим главным ограничением, и процесс повторяется снова и снова.
На этом принципе построен Основной фреймворк трекинга, «Цели-Ограничения-Гипотезы-Спринты»:
- Определяем цели клиента и его бизнеса, как дальние стратегические, так и более близкие, промежуточные.
- Находим главное ограничение, основное узкое место на пути к этим целям.
- Формулируем одну или несколько гипотез его преодоления.
- «Приземляем» эти гипотезы на недельный спринт, то есть выбираем, какие задачи по этим гипотезам возьмем в работу на неделю. Это может быть одна или несколько гипотез целиком или какие-то промежуточные результаты, если гипотеза занимает больше недели.

Таким образом, все задачи недельного спринта сфокусированы на преодолении главного ограничения на пути к большой цели клиента. Это обеспечивает фокусировку усилий, повышение эффективности, и как следствие, ускоряет достижение этих больших целей.

## Процесс работы трекера
Трекер регулярно (как правило, раз в неделю) встречается с клиентом и помогает ему структурировать его представление о происходящем в бизнесе.
Для того, чтобы структурировать это представление, трекер использует фреймворки и инструменты. В первую очередь, Основной фреймворк трекинга, чтобы помочь клиенту осознать свои цели, сфокусироваться на главном ограничении на пути к ним, сформировать и проверить гипотезы его преодоления.
Для диагностики ограничений, формирования и проверки гипотез также используются предметные фреймворки и инструменты, такие как инструменты продуктового подхода (работа с ценностью, Customer Development, воронки и методики продаж, юнит-экономика и другие) и любые другие инструменты, которые трекер и команда считают нужными в данный момент.
Результатом структурирования и диагностики является более полное и детальное осознание клиентом ситуации в бизнесе, причин проблем и возможностей.
После этого трекер добивается того, чтобы клиент принял решение о том, на чем он будет фокусироваться и что будет делать, то есть сформировал недельный спринт.
Затем клиент идет выполнять этот спринт, а через неделю возвращается, и трекер, с помощью тех же инструментов, дает ему обратную связь на результаты спринта. Клиент формулирует выводы о том, что получилось, что нет, почему, что делать по-другому, какие гипотезы подтвердились, какие нет, изменилось ли главное ограничение, нужно ли менять цели и стратегию. 
Затем процесс продолжается с начала.

## Трекерская позиция
Трекер – помогающая роль.
Он не говорит клиенту, что делать, не дает советов, не принимает за него решений. Трекер, в основном, разговаривает вопросами. Ответственность за решения, их исполнение и результаты всегда остается на стороне клиента.
  При этом, в отличие от традиционной позиции коуча, который опирается на интерпретацию клиентом своей ситуации, трекер имеет доступ к объективной информации из бизнеса и может самостоятельно интерпретировать эту информацию с помощью доступных ему фреймворков и инструментов. Такой подход позволяет значительно эффективнее, чем в традиционном коучинге, столкнуть клиента с проблемами в его реальности, такими как не сходящаяся юнит-экономика, узкие места в воронке продаж или недостаточный размер рынка.
Ключевая задача трекера – провести диагностику бизнеса, как со слов клиента, так и с использованием объективных данных, а затем помочь клиенту самому осознать те проблемы, которые не дают ему достигать своих целей, и сформировать стратегию и план их преодоления.
  Трекер может обладать экспертизой и опытом в отдельных аспектах управления бизнесом, отраслевым опытом или другими экспертными знаниями. В ходе работы он может делиться этим опытом, помогая клиенту диагностировать проблемы и формировать гипотезы. Для того, чтобы этот процесс был эффективным, необходимо, чтобы:
- экспертиза передавалась в ответ на сформированный запрос о помощи, когда клиент осознал проблему в бизнесе, начал поиск решения и убедился, что у него не хватает собственной экспертизы,
- экспертное знание принималось клиентом как одна из гипотез, требующих проверки.

Нехватка необходимой для преодоления текущего ограничения экспертизы и у клиента, и у трекера сама по себе является ограничением. Задача клиента – найти способ преодолеть это ограничение. В рамках процесса трекинга могут выдвигаться и проверяться гипотезы о том, где взять эту экспертизу.

## Результаты и артефакты работы
- Достижение стратегических и тактических целей продукта/бизнеса
- Преодоление ограничений на пути к росту и стратегическим целям
- Улучшение бизнес-показателей (выручка, прибыль, продуктовые метрики и сходимость юнит-экономики), изменения в воронке продаж
- Изменение стадий жизненного цикла продукта: идея, минимально жизнеспособный продукт (MVP), первые продажи, масштабирование, выход на новые рынки
- Запуск новых продуктов и направлений бизнеса
- Выход основателя из операционного управления, продажа бизнеса
- Повышение исполнительской дисциплины команды (execution), самостоятельности и культуры делегирования
- Развитие продуктовых знаний, умений и навыков команды проекта/продукта
- Рост количества и качество протестированных бизнес-гипотез, ускорение изменений в продукте и организации
- Изменения бизнес-модели, пивоты, возникающие вследствие тестирования различных гипотез и работы с рынком
- Артефакты, возникающие после применения различных инструментов продуктового подхода, например, результаты проблемных интервью, а/б тестов, расчет юнит-экономики и т. п.
- Изменения в образе мышления основателей и руководителей.